# معتمدية حي الخضراء

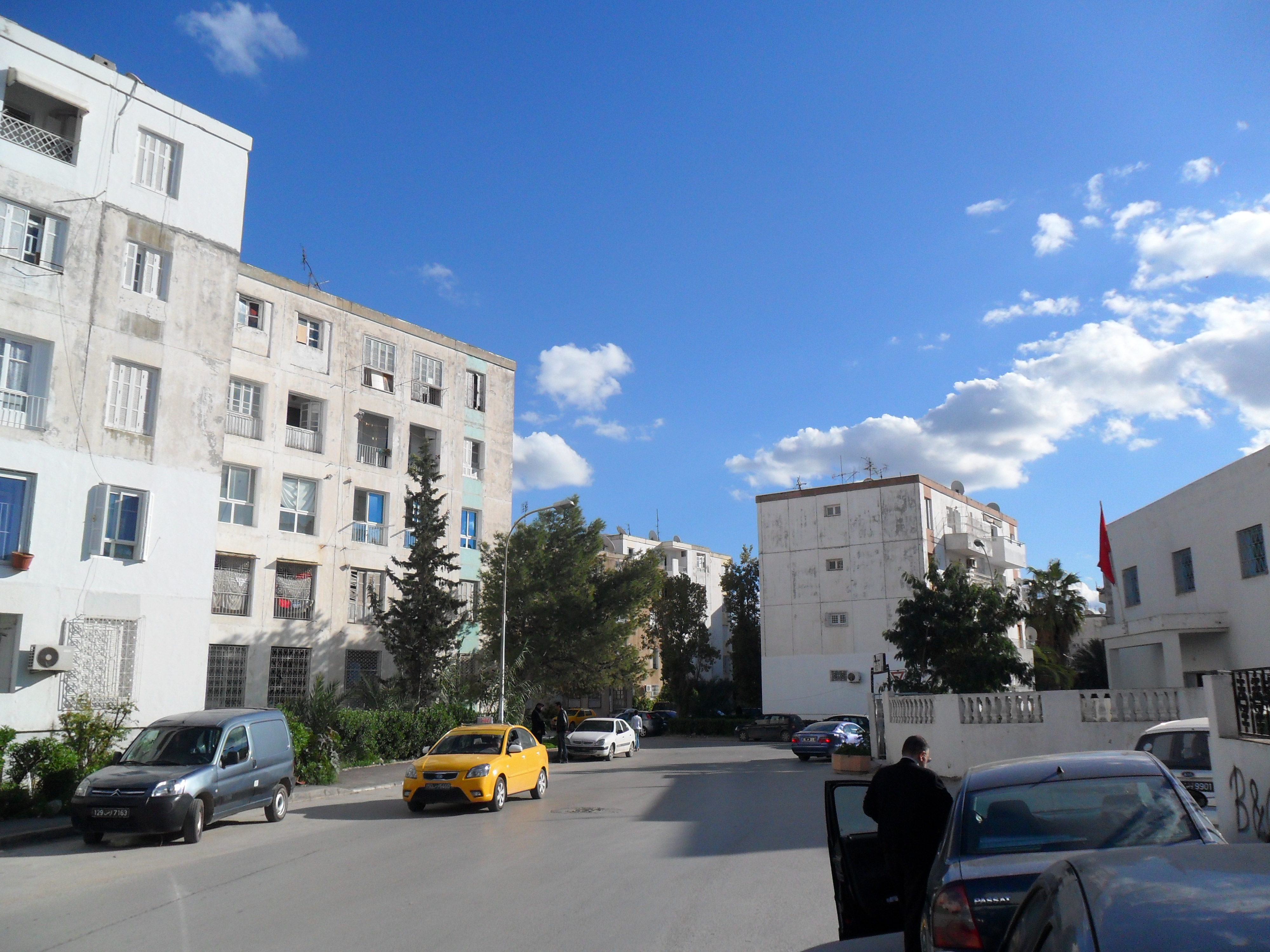

معتمدية حي الخضراء إحدى معتمديات الجمهورية التونسية، تابعة لولاية تونس.

### مواضيع ذات علاقة
- ولاية تونس.